# Boy! What Love Has Done to Me!
Boy! What Love Has Done to Me! is een lied van George Gershwin uit de musical Girl Crazy van 1930 op tekst van Ira Gershwin. Het lied werd het eerst uitgevoerd door Ethel Merman tijdens de première van Girl Crazy op 29 september 1930 in Philadelphia. De Broadway première was op 14 oktober in het Alvin Theatre  in New York.
'Boy! What Love Has Done to Me!' is naast 'Bidin' My Time', 'I Got Rhythm', 'Embraceable You' en 'But Not for Me' een van de vijf grote hits uit de musical. Het lied is vaak door jazzartiesten gecoverd.
Het lied werd niet gebruikt in de verfilmingen van de musical uit 1931 en 1943, de film When the Boys Meet the Girls (1965) en de musical Crazy for You (1992).

## Bijzonderheden
De musical liep van oktober 1930 tot en met juni 1931, een voor die tijd ongekend succes, het was de tijd van de Grote Depressie. Het orkest stond onder leiding van Red Nichols en er speelden (latere) jazz grootheden in als: Benny Goodman, Gene Krupa, Glenn Miller, Jack Teagarden en Jimmy Dorsey.

## Kenmerken muziek
Het lied staat in G-majeur en heeft een wat langzaam tempo: "Rather slow, sorrowfully". De opbouw van het lied is A-A-B-A waarbij voor de eerste 'A' een intro zit. Bij de meeste jazzcovers wordt de intro achterwege gelaten.

Het A-gedeelte van het lied:

## Vertolkers (selectie van jazz en klassiek)[5]
- Ella Fitzgerald
- Nina Simone
- Elisabeth Welch
- Lorna Luft
- David Garrison
- Tommy Dorsey
- Jane Froman
- Sarah Walker
- André Previn
- David Finck
- Carole Farley